# Странная иллюзия
«Странная иллюзия» (англ. Strange Illusion) — фильм нуар режиссёра Эдгара Г. Ульмера, вышедший на экраны в 1945 году.
Наряду с картинами «Объезд» (1945), «Странная женщина» (1946) и «Безжалостный» (1948), этот фильм относится к числу лучших нуаров Ульмера, выделяясь не столько своим содержанием, сколько стилистическим и художественным решением. Историк жанра фильм нуар Спенсер Селби назвал эту работу «стильным дешёвым фильмом признанного мастера стильных дешёвых фильмов».

## Сюжет
Через два года после таинственной гибели отца, вице-губернатора Калифорнии, а затем судьи, его сын-студент Пол Картрайт (Джимми Лайдон) стал видеть странный сон. В этом сне он видит столкновение поезда с грузовиком, в результате которого погиб его отец, видит мать (Салли Эйлерс), которая говорит, что она снова счастлива, видит зловещего незнакомца, который утверждает, что он его новый отец и сестру Дороти (Джейн Хазард), демонстрирующую подаренный ей незнакомцем браслет, обнимающую незнакомца и говорящую, что, конечно, это их отец…
От очередного ночного кошмара Пола будит друг семьи, врач «Док» Винсент (Реджис Туми), за завтраком они обсуждают реальность сна и эмоциональное состояние Пола, который, как считает Док, сильно переутомлён. Док предлагает Полу отправиться на рыбалку, чтобы снять чрезмерное эмоциональное напряжение, но Пол хочет скорее вернуться домой, переживая по поводу матери. Когда они находятся на рыбалке на озере, посыльный приносит Полу письмо от умершего отца, в котором отец возлагает на сына ответственность оберегать свою молодую, наивную мать Вирджинию от неразборчивых в средствах мужчин.
Приехав домой Пол узнаёт, что мать стала почти ежедневно встречаться с неким Бреттом Кёртисом (Уоррен Уильям). Пол расспрашивает о нём своего соседа и приятеля Джорджа (Джимми Кларк), которому Бретт откровенно не нравится. Приходит мать и тепло обнимает Пола. Она рассказывает ему о Бретте, говоря, что он похож на отца, только моложе, и Пол обязательно его полюбит. За ужином мать знакомит Пола с Бреттом. Полу кажется, что он уже где-то видел его. Мать рада, что они мило говорят об отце Пола, обсуждают его книгу по криминологии. Дороти показывает Полу подаренный Бреттом браслет, после чего Полу становится плохо и он теряет сознание. Придя в себя, Пол рассказывает Доку, что именно такой браслет он видел в своём кошмарном сне, но доктор считает, что это просто случайность.
При выходе из банка Пол и Док встречают Бретта. Пол подозревает, что Бретт за ним следит. Пол уходит домой пешком, а Бретт просит Дока подвезти его на машине, так как по его словам, сам боится водить машину после аварии.
Вернувшись домой, Пол видит, что по просьбе матери портрет отца перевешивают из гостиной в кабинет. Пол просит дворецкого взять салфеткой какой-либо предмет, к которому прикоснётся Бретт, и сохранить его, чтобы впоследствии можно было снять отпечатки его пальцев. В кабинете Пол находит в документах отца дело преступника Клода Баррингтона, который убивал богатых вдов и растлевал юных девушек, но ушёл от наказания. Приходит мать и спрашивает Пола, почему ему не нравится Бретт. Пол в свою очередь показывает ей письмо отца и спрашивает, что она знает о прошлом Бретта, был ли он женат ранее, чем занимается. Но Вирджиния практически ничего о нём не знает, однако считает, что ситуация у неё под контролем. Пол просит её не торопиться в отношениях, но мать отвечает, что это её дело.
Пол видит в окно, как Вирджиния и Бретт играют в теннис, затем целуются. Он спускается выпить с ними чай, начинает расспрашивать Бретта о криминологии, о том, где он бывал и чем занимался.
После этой встречи Бретт едет в клинику к профессору Мальбаху (Чарльз Арнт), сообщая тому, что Пол начинает создавать серьёзные проблемы. Пол явно знает больше, чем нужно, читает отцовские дела и ведёт расспросы о прошлом Бретта. Далее Бретт говорит, что потихоньку отравляет Вирджинию и заставит её заплатить за преследование, которому он подвергался со стороны её мужа. Но профессора интересует не столько месть, сколько деньги, которые они рассчитывают забрать у семьи погибшего судьи. Согласно их плану, Бретт должен жениться на Вирджинии, затем овдоветь и получить наследство, которое они поделят между собой. Мальбах говорит, что Бретту нечего опасаться, так как Баррингтон официально мёртв, и никто его не заподозрит, и даёт ему неделю на завершение дела.
За игрой в шашки у бассейна Бретт уговаривает Вирджинию побыстрее оформить отношения, но она говорит, что ей надо ещё немного подумать. Бретт просит пригласить на приём, который они устраивают на следующий день, его старого друга, профессора Мальбаха, затем уходит купаться с подружкой Пола Лидией в бассейн.
Следующим вечером на приёме Лидия рассказывает Полу, что ей не нравится Бретт, в бассейне он схватил её и пытался целовать. Пол говорит, что у него тоже есть подозрения в отношении Бретта, но нет доказательств. На вечеринку приходит профессор Мальбах, Бретт знакомит его с Вирджинией. Пол видит, что его письменный стол кто-то вскрывал, подозревая, что это был Бретт.
За ужином Бретт встаёт и начинает произносить речь, но Полу становится плохо, он выходит из-за стола. Последовавшему за ним Доку Пол рассказывает, что в его кошмаре зловещий человек произнёс те же слова «Этого я ждал…», после чего возник поезд, и произошла авария. Пол говорит о своём подозрении, что Бретт — это Баррингтон, который на самом деле не умер. Появляется профессор Мальбах и говорит Доку, что как психиатр готов помочь Полу излечиться от нервных приступов. После ухода профессора Пол говорит Доку, что решил поехать в санаторий Мальбаха, чтобы выяснить, что там происходит. С матери Пол взял обещание не выходить замуж до его возвращения из санатория.
Пол приезжает в санаторий. Он осматривает свою комнату и видит, что зеркало в комнате одностороннее, все его звонки прослушиваются, а входную дверь запирают снаружи. Ночью Пол видит, как Мальбах и Бретт садятся в машину и куда-то уезжают вместе, он запоминает номер их автомобиля. В машине они обсуждают свои преступные планы: Бретт должен как можно скорее оформить брак с Вирджинией, а Мальбах устроит смерть Пола сразу после того, как будет объявлено о свадьбе.
На следующий день Бретт приезжает к Вирджинии и начинает её уговаривать немедленно жениться, так как вскоре несколько недель он уедет по делам в Вашингтон. Однако Вирджиния отказывается, говоря, что обещала Полу дождаться его возвращения.
Док направляется к окружному прокурору Армстронгу (Пьер Уоткин) и просит его проверить номер машины, который сообщил ему Пол. В здании городской администрации он видит, как Вирджиния и Бретт заходят в отдел регистрации браков.
Профессор Мальбах проводит с Полом сеанс психоанализа, пытаясь выведать, что тому известно, и понимает, что Пол уверен в том, что смерть его отца — это не несчастный случай. Затем с разрешения Мальбаха Пол берёт бинокль и поднимается на крышу клиники, чтобы осмотреть окрестности. В бинокль он замечает сарай, который видел и в своем кошмарном видении. В этот момент Мальбах как будто собирается столкнуть Пола с крыши, но вовремя появляется Док. По просьбе Дока Мальбах отпускает их покататься на машине. По дороге Пол рассказывает Доку, что видел Бретта за рулём автомобиля. Они заезжают в сарай, который Пол обнаружил в бинокль. Там Пол находит фрагменты автомобиля, который участвовал в аварии, в которой погиб его отец. Док забирает один из этих фрагментов и собирается отвезти его прокурору. За этой сценой в бинокль наблюдает Мальбах. Пол возвращается в санаторий, а Док отвозит улики прокурору Армстронгу.
Бретту наконец удаётся уговорить Вирджинию немедленно пожениться. После ухода Вирджинии, Бретт встречает Лидию и начинает говорить с ней заигрывающим тоном, но в этот момент возвращается Вирджиния, и Лидии удается убежать.
Вирджиния сообщает Дороти, что завтра выходит замуж, после чего уедет на медовый месяц. Дороти хочет пойти на свадьбу и быть подружкой невесты.
Прокурор соглашается с Доком, что фрагмент автомобиля — это уже серьёзная улика в деле о гибели отца, дающая основание для проведения обыска. Далее он выясняет, что машина зарегистрирована на имя секретаря Мальбаха. Они также выясняют, что найденное в шахте тело, которое, как предполагалось, принадлежало Баррингтону, на самом делом оказалось телом Кёртиса. Таким образом Баррингтон жив, и выдаёт себя за Кёртиса. По отпечаткам пальцев они устанавливают, что это Баррингтон был за рулём машины, приведшей к аварии.
Полу отключили телефон, входит Мальбах и говорит, что проследил за ним в бинокль. Пол говорит, что нашёл машину, убившую его отца, тогда Мальбах толкает Пола и запирает его в комнате. Затем звонит Бретту и говорит, что им надо немедленно встретиться.
Когда Бретт выходит из дома, его встречает Дороти за рулём автомобиля и предлагает проехать вместе в сад, чтобы подготовить букет из роз к завтрашней свадьбе. Бретт отправляет Мальбаху записку, перенося их встречу в летний домик в саду у Картрайтов. Мальбах выезжает на автомобиле к летнему домику, но его замечает, преследует и ловит полиция.
Док с копами врывается в клинику Мальбаха и видит, что Пола уже там нет, оказывается он разбил одностороннее зеркало и сбежал через соседнюю комнату. По телефону Док находит Пола в компании Джорджа и Лидии. Они выясняют, что Дороти вместе с Бреттом уехала в летний домик и бросаются ей на выручку.
Бретт тем временем гуляет с Дороти по саду, и, соблазняя её сладкими речами и комплиментами, заманивает в летний домик. Пол с друзьями врываются в домик, вырывая Дороти из развратных лап Бретта. В драке Бретт бьёт Пола, тот падает и теряет сознание, Бретт хватает со стены нож, но прибывший полицейский выстрелом убивает его.
Пол видит новый сон, в котором он вместе с матерью, сестрой и друзьями идёт, счастливо смотря вперёд.

## В ролях
- Джимми Лайдон — Пол Картрайт
- Уоррен Уильям — Брэтт Кёртис
- Салли Эйлерс — Вирджиния Картрайт
- Реджис Туми — доктор Мартин Винсент
- Чарльз Арнт — профессор Малбах
- Джордж Рид — Бенджамин
- Джейн Хазард — Дороти Картрайт
- Джимми Кларк — Джордж Хэновер
- Мери Мклеод — Лидия
- Пьер Уоткин — окружной прокурор Уоллес Армстронг

## Оценка критики
Кинокритик Деннис Шварц дал фильму неоднозначную оценку, хотя ему понравилась атмосфера картины. Он написал: «Мрачный психологический триллер имел увлекательную исходную посылку, взятую у Вильяма Шекспира, после чего находился под влиянием анализа сновидений Зигмунда Фрейда, но он не убедителен как мелодрама, сценарий вялый, сюжет полон дыр, а актёрская игра сильно хромает… Интересно то, что фильм сделан как один глубокий сон в призрачных черно-белых тонах, и ощущение безумия мощно пропитывает всю историю, почти стирая впечатление от неубедительно тяжеловесной игры злодеев и мумифицированной игры главных героев. Это фильм, в котором уникальный стиль Ульмера и его нуаровые атмосферические вставки работают лучше, чем вторичная детективная история».
Критик Мэтью Сорренто на сайте Film Threat высоко оценил картину: «Хотя сюжет и обременён фетишизацией Фрейда, Ульмер придаёт своему триллеру стиль, не пуская его в бесцельное плавание. Как и другие его выдающиеся фильмы, „Странная иллюзия“ — это превосходная по форме, шероховатая и короткая работа».